# 格蘭特鎮區 (密蘇里州戴德縣)
格蘭特鎮區（英語：Grant Township）是位於美國密蘇里州戴德縣的一個行政鎮區。

## 地方資料
格蘭特鎮區的面積為99.42平方千米，當中陸地面積為99.06平方千米，而水域面積為0.36平方千米。根據2020年美國人口普查的數據，當地共有人口160人，而人口密度為每平方千米1.61人。